# Anton Asplund
Anton Asplund, född 13 december 1990, är en svensk friidrottare (medeldistanslöpning). Han tävlade först för klubben Ume FI men bytte i juni 2012 till Turebergs FK. Asplund vann SM-guld på 800 meter inomhus år 2010.
Vid EM i Barcelona 2010 tävlade Asplund på 800 meter men slogs ut i försöken.

## Personliga rekord
| Utomhus - 400 meter – 48,14 (Karlskrona 15 juni 2009) - 800 meter – 1:48,12 (Karlstad 15 juli 2010) | Inomhus - 800 meter – 1:48,48 (Stockholm 10 februari 2010) |